# Голиаф (нефтяное месторождение)
Нефтяное месторождение Голиаф (норв. Goliatfeltet) — нефтяное месторождение в подконтрольной Норвегии части Баренцева моря. Месторождение было открыто в 2000 году. В середине апреля 2015 года с южнокорейской верфи Hyundai была доставлена платформа «Голиаф», которая была предназначена на добычи сырья с одноименного месторождения. Официальный старт добычи сырья начался 13 марта 2016 года. Разработка месторождении Голиаф является совместным проектом двух компаний — Eni (65 %) и Statoil (35 %). Оценочные извлекаемые запасы нефти: 28,5 млн м³ /179 млн баррелей; оценочные запасы извлекаемого газа: 8 млрд м³; годовые эксплуатационные расходы составляют около 1,5 млрд норвежских крон. В октябре 2017 года компании Eni было выдано предписание о прекращении добычи, после того, как проверкой был установлен факт несоответствия оборудования стандартам безопасности при бурении.

## История
В 2000 году норвежское подразделение итальянской компании Eni открыло нефтяное месторождение в Баренцевом море в 85 км от Хаммерфеста на глубине воды 380 м которое получило название «Голиаф». Таким образом месторождение стало первым нефтяным и вторым после газового Снёвит (Snohvit) месторождение, которое будет разрабатываться на арктическом шельфе Норвегии. По-оценке компании запасы сырья составляют 180 млн баррелей (которых должно хватить на 15 лет), что позволяет говорить об этом проекте, как об крупнейшем на Крайнем Севере. После предоставления документов, а также проекта добывающей платформы норвежский Парламент выдал лицензию на разработку № PL229/229B для Eni Norge AS (65 %) и Statoil Petroleum AS (35 %). По информации Eni на месторождении должно будет добываться 100 тыс. баррелей нефти в сутки. Всего, согласно проекту, планировалось запустить 22 скважины.
В 2015 году в Норвегию была доставлена платформа «Голиаф» и вскоре после этого компания Eni отправила запрос о разрешении на её использование. В январе 2016 года Администрация нефтяной безопасности Норвегии официально одобрила использование платформы и компания Eni Norway получила разрешение начать использование плавучей установки для добычи, хранения и отгрузки и осуществить все связанные с этим установки на месторождении «Голиаф».
В 2017 году добыча на нефтяном месторождении «Голиаф» была прекращена, что было обусловлено целым рядом поломок на платформе «Голиаф».